# Imperator: Rome
Imperator: Rome — компьютерная игра в жанре глобальной стратегии, разработанная шведской студией Paradox Development Studio, дочерней компанией Paradox Interactive. Релиз игры состоялся 25 апреля 2019 года на платформах Microsoft Windows, macOS, Linux.
Игра была анонсирована 19 мая 2018 года на конференции PDXCON 2018. Является второй игрой студии (после выпущенной в 2008 году Europa Universalis: Rome), действие которой происходит в античности.

## Геймплей
Игра позволяет управлять любым из более чем 400 государств в период после 450 года от основания Рима (304 год до н. э.). Карта игры (по утверждению Paradox Interactive, самая детализированная из когда-либо созданных ей), на которой расположено более 7000 городов, охватывает бо́льшую часть Европы, Северную Африку, Юго-Западную, Центральную и Южную Азию.
Среди анонсированных особенностей:
- Развитая система персонажей (несмотря на это, игра ведётся за государство, а не за династию, в отличие от Crusader Kings);
- Население государства делится на аристократов, граждан, свободных жителей (не обладающих гражданством), рабов и племена;
- Каждая провинция производит ресурс, которыми можно торговать при наличии избытка;
- Перед сражением игрок имеет возможность выбрать тактику боя;
- Уникальные для каждой культуры военные традиции;
- 3 формы правления: республика, монархия и племя. В республиках есть сенат, в монархиях — двор, в племенных государствах — кланы.

Система колонизаций:
- Возможность колонизаций провинций в Центральной Европе и др.
- Для колонизаций требуется миграция жителей с соседней провинций

## Дополнения
- Epirus — дополнения, добавляющее новые задания и события для Эпира. Изначально давалось за предзаказ и было выпущено в общий доступ 12 августа 2020 года.
- The Punic Wars — дополнение, добавляющее новые задания и события для Рима и стран Северной Африки. Было выпущено 3 декабря 2019 года.
- Magna Graecia — дополнение, добавляющее новые задания и события для стран Греции. Было выпущено 31 марта 2020 года.
- Heirs of Alexander — дополнение, добавляющее новые задания и события для государств диадохов. Было выпущено 16 февраля 2021 года.

## Отзывы
| Сводный рейтинг       | Сводный рейтинг |
| Агрегатор             | Оценка          |
| --------------------- | --------------- |
| GameRankings          | 76,70 %         |
| Русскоязычные издания |                 |
| Издание               | Оценка          |
| «Игромания»           | [ 6 ]           |